# رالف گیلنکرشن
رالف گیلنکرشن (انگلیسی: Ralf Geilenkirchen؛ زادهٔ ۲۶ آوریل ۱۹۶۶) بازیکن فوتبال اهل آلمان است.
از باشگاه‌هایی که در آن بازی کرده‌است می‌توان به باشگاه فوتبال اوردینگن ۰۵، باشگاه فوتبال آینتراخت برانشوایگ، باشگاه فوتبال رویال آنتورپ، و باشگاه فوتبال کلن اشاره کرد.